# Irene Ng
Sze Irene Ng (chinesisch 黃敏, Pinyin Huáng Mǐn, Jyutping Wong4 Man5; * 28. Juli 1974 in Penang, Malaysia) ist eine US-amerikanische Schauspielerin malaysischer Herkunft.

## Leben und Karriere
Ng wurde in Penang, Malaysia, geboren, wo sie die ersten fünf Jahre ihres Lebens bei ihren Großeltern aufzog. Im Alter von 15 Jahren wanderte sie zusammen mit ihrem Bruder, ihrer Schwester und ihren Eltern nach Allentown, Pennsylvania, aus, wo ihre Mutter als Krankenschwester in einem Krankenhaus arbeitete und ihr Vater als Geschäftsführer für ein chinesisches Unternehmen arbeitete. Im Alter von 16 Jahren wurde sie von Fernsehagenten entdeckt, als sie einen Schönheitswettbewerb in Pennsylvania gewann.
Ng hatte Hauptrollen in All My Children und The Mystery Files of Shelby Woo. Sie hatte Gastauftritte in den Serien Law & Order und Teen Angel. Sie hat auch in mehreren Filmen mitgewirkt, darunter Zwischen Himmel und Hölle, Töchter des Himmels und The Sterling Chase.
Ng legte eine Pause von ihrer Schauspielkarriere ein. Sie schloss ihr Studium an der Harvard University mit einem BA in Wirtschaftswissenschaften ab und erhielt eine Zertifizierung in Kinderbetreuungsmanagement an der New York University. Sie war sieben Jahre lang als Bankerin bei Merrill Lynch tätig. Derzeit ist sie Direktorin der Mencius Mandarin Preschool in Greenwich, Connecticut.
Sie ist mit David Rosa verheiratet, mit dem sie zwei Kinder hat. Die Familie lebt derzeit in Greenwich.

## Filmografie (Auswahl)

### Filme
- 1993: Töchter des Himmels
- 1993: Zwischen Himmel und Hölle
- 1995: Die Rembrandt-Connection
- 1999: The Sterling Chase

### Fernsehserien
- 1991: All My Children (18 Episoden)
- 1996–1998: The Mystery Files of Shelby Woo (41 Episoden)
- 1996–2008: Law & Order (2 Episoden)
- 1998: Teen Angel (Episode „Look Ma, No Face“)
- 2018: The Affair (Episode #4.2)